# Робинсон, Уильям (ландшафтный архитектор)
Уильям Робинсон (англ. William Robinson; 5 июля 1838 — 17 мая 1935) — ирландский ландшафтный архитектор, теоретик, писатель. Его идеи устройства «дикого» английского коттеджного сада (англ. English Cottage Garden) способствовали укреплению одного из направлений в развитии садово-парковой архитектуры английского, или «пейзажного», стиля — своеобразной «параллели» эстетическим идеям английского движения «Искусства и ремёсла» У. Морриса. У. Робинсон — автор популярных книг: «Дикий сад» (The Wild Garden, 1870) с иллюстрациями А. Парсонса и «Английский цветочный сад» (The English Flower Garden, 1883).

## Биография
Робинсон начинал свою карьеру в Ирландии мальчиком-садовником у маркиза Уотерфорда в Куррагморе, графство Уотерфорд. Оттуда он отправился в поместье ирландского баронета в Балликилкаване, графство Лаойс. В 1861 году переехал в Дублин, позднее ему посчастливилось найти работу в саду Королевского ботанического общества Риджентс-парка в Лондоне.
В 1866 году в возрасте 29 лет У. Робинсон стал членом Линнеевского общества под покровительством Чарльза Дарвина, Джеймса Вейтча, Дэвида Мура и семи других выдающихся ботаников и садоводов. Два месяца спустя он покинул Риджентс-парк, чтобы работать журналистом для влиятельных еженедельников «The Gardener’s Chronicle» и «The Times». На Всемирной выставке в Париже 1867 года Робинсон представлял ведущую садоводческую фирму «Вейтч» (Veitch).
В 1871 году Робинсон основал собственный журнал по эстетике и садоводству под названием «Сад» (The Garden), в котором на протяжении многих лет публиковали свои статьи Джон Раскин, Оливер Венделл Холмс, Гертруда Джекилл, Уильям Моррис, Дин Хоул, Фрэнк Майлз, Кэнон Эллакомб, Джеймс Бриттен и многие другие. На доходы от своей писательской и журналистской деятельности Робинсон в 1884 году приобрёл усадьбу Грэйвети (Gravetyе) недалеко от Ист-Гринстеда в графстве Суссекс.

## Творческая концепция
Публицистические выступления Робинсона были направлены против современных ему форм садово-парковой архитектуры с использованием экзотических растений и нарочито искусственных приёмов композиции. Исходным пунктом его философии было растение как таковое, которое он предпочитал видеть в естественном виде. В «диком саду» Робинсона отсутствовали искусственные границы, сад сливался с бескрайним ландшафтом: лугами, водоёмами, окраинами леса. Его подход к «дикому саду» оказал значительное влияние на облик «сентиментальных парков» романтической эпохи.
У. Робинсон много критиковал Р. Бломфилда и некоторых других архитекторов, активно занимающихся и пропагандирующих формальный (искусственный) стиль «узорчатого садоводства», типичный для викторианской эпохи в Англии, в котором использовались тропические растения, выращиваемые в теплицах. Он выступал против стандартных роз, скульптур, «фальшивых итальянских садов» и других украшательств, распространённых в садоводстве того времени.
Популярность книг Робинсона во многом объяснялась утверждениями, что «дикие сады» могут быть лёгкими и красивыми, и что использование морозостойких многолетних растений будет дешевле и даст больше разнообразия, чем массовые посадки однолетних растений в теплицах, и что он следует природе, которую считал источником истинной природной красоты.
В книге «Английский цветочный сад» (1883) Робинсон писал: «Садовник должен стать истинным художником, сколь бы скромен он ни был: в уважении к вещам таким, какие они есть, в восхищении естественной формой и красотой цветов и деревьев. Если мы хотим быть свободными от бесплодной геометрии и хотим чтобы наши сады были как истинные картины … И если работа художника состоит в том, чтобы увидеть и сохранить в картинах некоторую красоту пейзажа, дерева или цветка, так и садовник должен сохранить для нас, насколько это возможно, живые существа во всей полноте их естественной красоты, самих живых существ».
При жизни Робинсона книга «Английский цветочный сад» приобрела огромную популярность: было выпущено пятнадцать изданий. В течение пятидесяти лет «Английский цветочный сад» считался библией для многих садоводов.